# Стадион Сан Дијего
Стадион Сан Дијего (енгл. San Diego Stadium) је био вишенаменски стадион у граду Сан Дијегу, Калифорнија, САД. Отворен је 1967. под именом Џек Марфи. Стадион је отворен 1967. године као стадион Сан Дијега, а био је познат као стадион Џек Марфи од 1981. до 1997. Од 1997. до 2017. године, права на име стадиона била су у власништву компаније за телекомуникациону опрему са седиштем у Сан Дијегу Квалком, а стадион је био познат као Стадион Квалком. Права за именовање су истекла 14. јуна 2017. године, а купила их је кредитна унија округа Сан Дијего и преименовала објекат у стадион Сан Дијего каунти кредит јунион 19. септембра 2017. године. та права на именовање су истекла у децембру 2020. Рушење стадиона Сан Дијего почело је у децембру 2020. године, када је последњи самостојећи део надградње стадиона оборен до 22. марта 2021. године.
Стадион је био дом фудбалског тима Сан Дијего Стате Астека са Државног универзитета Сан Дијега од 1967. до 2019. Једна утакмица колеџ фудбалског кугла, Холидеј Бовл, одржавала се на стадиону сваког децембра. Накратко је био и дом флоте Сан Дијега, Савеза америчког фудбала почетком 2019. Стадион је био дугогодишњи дом две професионалне франшизе, Сан Дијего чарџерс из Националне фудбалске лиге (НФЛ) и Сан Дијего падреса из главне леаге бејзбола (МЛБ). Чарџерси су играли на стадиону од 1967. до сезоне 2016. године, након чега су се преселили у Лос Анђелес да би постали Лос Анђелес чарџерси. Падреси су играли домаће утакмице на стадиону од свог оснивања 1969. до сезоне 2003, када су се преселили у Петко парк у центру Сан Дијега. Стадион је такође био дом друге колеџ играра, Поинсетиа боул, од 2005. до њеног укидања након издања од 2016. године.
Стадион је био домаћин за три Супер Боула: Супер Боул XXII 1988. године, Супер Бовл XXXII 1998. и Супер Бовл XXXVII 2003. године. Такође је био домаћин Ол-стар игара Велике лиге бејзбола 1978. и 1992., као и утакмица 1996. и 1996. Серије дивизије националне лиге, серије шампионата националне лиге 1984. и 1998. и Светске серије 1984. и 1998. Био је то једини стадион који је икада био домаћин Супербоула и Светске серије у истој години (1998), а био је и један од три стадиона који су били домаћини Светске серије, МЛБ Ол-стар утакмице и Супербоула, заједно са Метродомом Хуберт Х. Хумпхреи у Минеаполису и Лос Ангелес Мемориал колисеум у Лос Анђелесу.
Стадион се налазио северозападно од раскрснице међудржавних путева 8 и 15. Комшилук око стадиона познат је као Мишон вали, по угледу на Мишон Сан Диего де Алкала, која се налази на истоку, у долини реке Сан Дијего. Стадион је опслуживала станица на стадиону Сан Дијего, до које се могло доћи преко зелене линије која иде према центру Сан Дијега на западу и Сантију на истоку.

## Супербоул(НФЛ)
| Датум            | Супербоул | НФЦ шампион             | Поена | АФЦ шампион        | Поена | Гледалаца |
| ---------------- | --------- | ----------------------- | ----- | ------------------ | ----- | --------- |
| 31. јануар 1988. | XXII      | Фудбалски тим Вашингтон | 42    | Денвер бронкоси    | 10    | 73.302    |
| 25. јануар 1998. | XXXII     | Грин Беј пакерси        | 24    | Денвер бронкоси    | 31    | 68.912    |
| 26. јануар 2003. | XXXVII    | Тампа Беј баканирси     | 48    | Лас Вегас рејдерси | 21    | 67.603    |

### Ол-стар утакмице (MLB)
| Датум         | Ол-стар утакмица | Екипа #1                   | Скор | Екипа #2                   | Скор | Гледалаца |
| ------------- | ---------------- | -------------------------- | ---- | -------------------------- | ---- | --------- |
| 11. јул 1978. | 1978 (49.)       | Национална бејзбол лига () | 7    | Америчка бејзбол лига ()   | 3    | 51.549    |
| 14. јул 1992. | 1992 (63.)       | Америчка бејзбол лига ()   | 13   | Национална бејзбол лига () | 6    | 59.372    |

### Капацитет стадиона
| Година    | Капацитет |
| --------- | --------- |
| 1967–1972 | 50.000    |
| 1973      | 44.790    |
| 1974–1975 | 47.634    |
| 1976      | 47.491    |
| 1977–1978 | 48.460    |
| 1979      | 51.362    |
| 1980      | 48.443    |
| 1981–1982 | 51.362    |
| 1983      | 51.319    |
| 1984      | 58.671    |
| 1985      | 58.396    |
| 1986–1988 | 58.433    |
| 1989–1990 | 59.022    |
| 1991      | 59.254    |
| 1992      | 59.700    |
| 1993      | 59.411    |
| 1994      | 46.510    |
| 1995      | 47.972    |
| 1996      | 49.639    |
| 1997      | 59.771    |
| 1998      | 67.544    |
| 1999–2002 | 66.307    |
| 2003      | 63.890    |

| Година    | Капацитет |
| --------- | --------- |
| 1967–1981 | 52.596    |
| 1982–1983 | 52.675    |
| 1984      | 60.100    |
| 1985–1991 | 60.750    |
| 1992–1996 | 60.836    |
| 1997–1998 | 71.350    |
| 1999–2017 | 70.561    |